# Quinteto Contrapunto
El Quinteto Contrapunto o, simplemente, Contrapunto fue un quinteto vocal venezolano, que alcanzó fama nacional e internacional en la década de 1960. Se formó en 1962 y desapareció en 1971 con la muerte de su fundador, director y arreglista, el músico margariteño Rafael Suárez.
La idea de «Contrapunto» fue concebida luego que Rafael Suárez regresara de seguir estudios musicales avanzados en Italia. Durante el tiempo que estudió en la Academia de Santa Cecilia en Roma, Suárez conoció a otro músico venezolano, el ya fallecido Domingo Mendoza (exintegrante del Orfeón Universitario de la Universidad Central de Venezuela),  y escribió una serie de arreglos a dos voces de piezas populares venezolanas, algunas de ellas recopiladas por el poeta Alberto Arvelo Torrealba, que solían ser interpretadas por Suárez y Mendoza.
Al regresar Rafael Suárez a Venezuela, Domingo Mendoza le propuso ampliar los arreglos para incluir 5 voces: soprano, mezzosoprano, tenor, barítono y bajo. Siguiendo esta idea, a finales de 1962 nació el Quinteto Contrapunto con Aída Navarro, Morella Muñoz (mezzosopranos), Gloris López (soprano), Jesús Sevillano (tenor), Rafael Suárez (barítono, director, arreglista e intérprete del cuatro venezolano) y Domingo Mendoza (bajo). Seguidamente, firman contrato con la filial venezolana de la empresa transnacional Polydor Records. 
En pocos meses, el grupo se convirtió en un éxito a nivel nacional. A finales de 1963 se habían vendido 50.000 copias de su primer álbum Quinteto Contrapunto Vol. 1. Su estilo, único en el momento, fusionó la música popular y folclórica con la metodología, técnicas y tratamiento de la música académica. Si bien, para aquel momento, era poco común la existencia de conciertos formales de música popular y folclórica en Venezuela, esto no fue impedimento para el grupo, llegando a ser ampliamente conocidos en América Latina y Europa. 
El grupo logró producir un total de cinco discos. Su crolonogía, de acuerdo a la investigación realizada por el maestro César Alejandro Carrillo, basada en registros hemerográficos de la Bibliotena Nacional en Caracas, Venezuela es la siguiente:
- Quinteto Contrapunto Vol. 1 - Diciembre 1963 (Polydor)
- Quinteto Contrapunto Vol. 2 - Junio 1964 (Polydor)
- Quinteto Contrapunto Vol. 3 - Noviembre 1964 (Polydor)
- Quinteto Contrapunto Vol. 4 - Julio 1965 (Polydor)
- Quinteto Contrapunto Vol. 5 - Primer trimestre 1970 (Vida Records)

Adicionalmente, Polydor editó un album doble, contentivo de los volúmenes 1 y 2 para junio de 1964, y una recopilación de 16 piezas tomadas de los volúmenes 1, 2 y 3 la cual Polydor editó en Alemania en febrero de 1965 en preparación a la gira que el Quinteto Contrapunto realizara a Europa en Octubre-Noviembre de ese mismo año.
El Quinteto Contrapunto mantuvo una conformación de integrantes bastante estable. En 1964, se retira Aida Navarro e ingresa Marina Auristela Guanche (soprano). Esta conformación del quinteto se mantendrá hasta finales de Noviembre de 1964, cuando se retira Morella Muñoz de la agrupación. Poco tiempo después, ingresa la mezzo-soprano Nariela Valladares a la agrupación por un corto período de tiempo. Finalmente, ingresa Otilia Rodríguez (mezzo-soprano). Hacia finales de 1970, Domingo Mendoza se retira de la agrupación y, en su lugar, ingresa el bajo Efraín Arteaga. Esta sería la conformación final del Quinteto Contrapunto..
Tras la temprana muerte de Rafael Suárez en 1971, el quinteto se disolvió. En 1994, con motivo de la celebración de los cuarenta años de vida artística de Jesús Sevillano, el quinteto se reunió para hacer dos presentaciones especiales en el Aula Magna de la Universidad Central de Venezuela, en Caracas y Teatro Municipal de la ciudad de Valencia, Venezuela. En estas presentaciones participaron Marina Auristela Guanche (soprano), Aída Navarro (mezzosoprano), Otilia Rodríguez (mezzosoprano), Jesús Sevillano (tenor), Felipe Izcaray (barítono) y Efraín Arteaga (bajo). Posteriormente a estas presentaciones, surgió la idea de reunir al quinteto de forma estable, quedando conformado por los ya nombrados a excepción de Aída Navarro y con la adición de Parmenio Talavera (barítono e intérprete de cuatro y guitarra).
Esta reaparición fue apoyada con el lanzamiento de un álbum doble en formato de CD titulado Quinteto Contrapunto. Música Popular y Folklórica de Venezuela, conteniendo la mayoría de las canciones grabadas por el grupo original en versiones nuevas. En 2003, lanzaron Lo Máximo, 22 Éxitos - Quinteto Contrapunto, una nueva compilación de las mejores canciones del grupo. Este último intento de reunir al quinteto no duró mucho tiempo debido a los compromisos profesionales de algunos de sus integrantes.

## Discografía
- DIc - 1963 : Quinteto Contrapunto (Polydor)[2]
- Jun - 1964: Quinteto Contrapunto, Vol 2 (Polydor)[2]
- Jun - 1964: Quinteto Contrapunto, Vol 1 & 2 (Polydor)[2]
- Nov - 1964: Quinteto Contrapunto, Vol 3 (Polydor)[2]
- Jul - 1965: Quinteto Contrapunto, Vol 4 (Polydor)[2]
- Primer trimestre - 1970: Quinteto Contrapunto, Vol 5 (Vida Records)[2]
- 1998: Serie 32 Quinteto Contrapunto (Polygram)[2]
- 1998: Quinteto Contrapunto CD Colección 1 & 4 (Sonográfica)[2]
- 2003: Lo Máximo/22 Éxitos Quinteto Contrapunto (Sonográfica)[2]